# ADVANCE (お笑いコンビ)
ADVANCE（アドバンス）は、フリーの日本のお笑いコンビ。かつてはマセキ芸能社に所属していた。

## メンバー
カズキ（本名：飯塚 一貴（いいつか かずき）、1992年5月11日（32歳）- ）
主にボケ担当。立ち位置は向かって左。
双子の兄。
身長180cm、体重63kg、A型。
明海大学不動産学部を首席で卒業3級ファイナンシャル・プランニング技能士、福祉住環境コーディネーター3級、宅地建物取引士の資格保持。
初めて好きになった芸人はTHE GEESE。
自作のアニメーションをYouTubeや単独ライブで公開している。
ユウキ・ミズハラ（本名：飯塚 勇貴（いいつか ゆうき）、1992年5月11日（32歳）- ）
ネタ作り・主にツッコミ担当。
立ち位置は向かって右。
双子の弟。
身長181cm、体重62kg、A型。日本大学卒業。測量士補の資格保持。
旧芸名、「ユウキ」。
影響を受けた芸人は笑い飯、中山功太、キングオブコメディ。
おくばちゃんというキャラクターを発案し、自身の単独ライブや物販にも頻繁に登場させている。

## 略歴・概要
- 茨城県取手市出身。[2]
- 高校時代、カズキがユウキに声を掛けコンビを結成。[3]
- コンビ名を決めたのはカズキ。はじめ、コンビ名をB'zのアルバム『ACTION』にZを付けた「ACTIONZ」にしようと考えていたが、ダサかったためユウキが却下。別の名前にしようとカズキが辞書を見ているとスペルが似ている「ADVANCE」という単語を見つけ、それに決定した。
- 2014年1月、マセキ芸能社所属となる。
- 2014年4月よりYouTubeにて自主ラジオ「RADIO ALIEN」を開始。ラジオ名の由来はやくしまるえつこのアルバム「RADIO ONSEN EUTOPIA」とそれに収録されているシングル曲「COSMOS vs ALIEN」より。
- 2018年3月、マセキ芸能社を退社。[4]
- 2019年3月5日に初単独ライブ「OPQRSTU」を開催。[5]
- 2019年12月28日に第二回単独ライブ「芸人A」を開催。
- 2022年3月7日に第2.5回単独ライブ「livejackshow」を開催。
- 双子だが、双子をネタにすることはしないと決めており、その「尖った」姿勢[6]からゴッドタンの「この若手知ってんのか？2016」では「「ヤバイ！」若手芸人」2位に選ばれた。[7]
- ADVANCE本人は双子であることを否定している。
- 「ADVANCE FREAK」等、自主ライブを定期的に開催している。
- 「極度の人見知り」。[8]
- 2人ともプロレス好き。

## 出演

### テレビ
- ゴッドタン（テレビ東京）-2016年4月2日
- 前略、西東さん（中京テレビ）-2019年11月30日

### ラジオ
- マイナビ Laughter Night（TBSラジオ）- 2016年05月07日[9]
- ザ・ラジオショー(ニッポン放送) - 2022年3月16日

### 単独ライブ
- 第1回単独ライブ「OPQRSTU」（2019年3月5日 新宿バッシュ）
- 第2回単独ライブ「芸人A」（2019年12月28日 新宿バッシュ）
- 第2.5回単独ライブ「livejackshow」（2022年3月7日 新宿バッシュ）

### 自主ライブ
- ADVANCE FREAK
- ADVANCEの〇〇（〇〇には動物や物質の名前が入る）
- 上京記念ライブ
- スーパーピラメキーノ
- ハイパーピラメキーノ
- パン